# Birger Löfving
Carl Birger Emanuel Löfving, född 2 september 1888 i Stockholm, död 18 mars 1975 i Bromma, var en svensk socialpolitiker.
Birger Löfving var son till kontrollören Carl Emil Gustafsson och Anna Löfving. Han avlade mogenhetsexamen i Stockholm 1908 och studerade därefter vid Stockholms högskola där han blev juris kandidat 1915. 1908 anställdes Löfving av Stockholms stad, och var amanuens i drätselnämnden 1908–1913 och amanuens vid statistiska kontoret 1913–1917. Löfving var 1917–1920 notarie, sekreterare och ledamot i Riksförsäkringsanstalten och innehade befattning av samma slag i Försäkringsrådet 1920–1925. I och med att han 1917 antogs som sekreterare i Stockholms stads barnavårdsnämnd, blev han knuten till det verksamhetsfält, som skulle bli hans främsta. Han var sekreterare hos sakkunniga för överarbetning av lagförslag om den offentliga barnavården 1923–1924 och barnavårdsdirektör i Stockholm 1926–1947. Löfving blev ledamot av styrelsen för Svenska fattigvårds- och barnavårdsförbundet 1929, för Statens ungdomshem 1937 och var ledamot av kommittén för socialvårdens centralisering 1941–1947. Från 1947 var han sekreterare i Bångska stiftelsen (för främjande av sociala ändamål) i Stockholm. Löfving skrev artiklar i barnavårdsfrågor i facktidskrifter och utgav Lagstiftningen om barn utom äktenskapen (tillsammans med Viktor Carlson, 1937) samt Övervakning och tillsyn enligt barnavårdslagen (1945).